# Плавунець розділений
Плавуне́ць розділений (Dytiscus dimidiatus) — вид водних жуків родини плавунців (Dytiscidae).

## Поширення

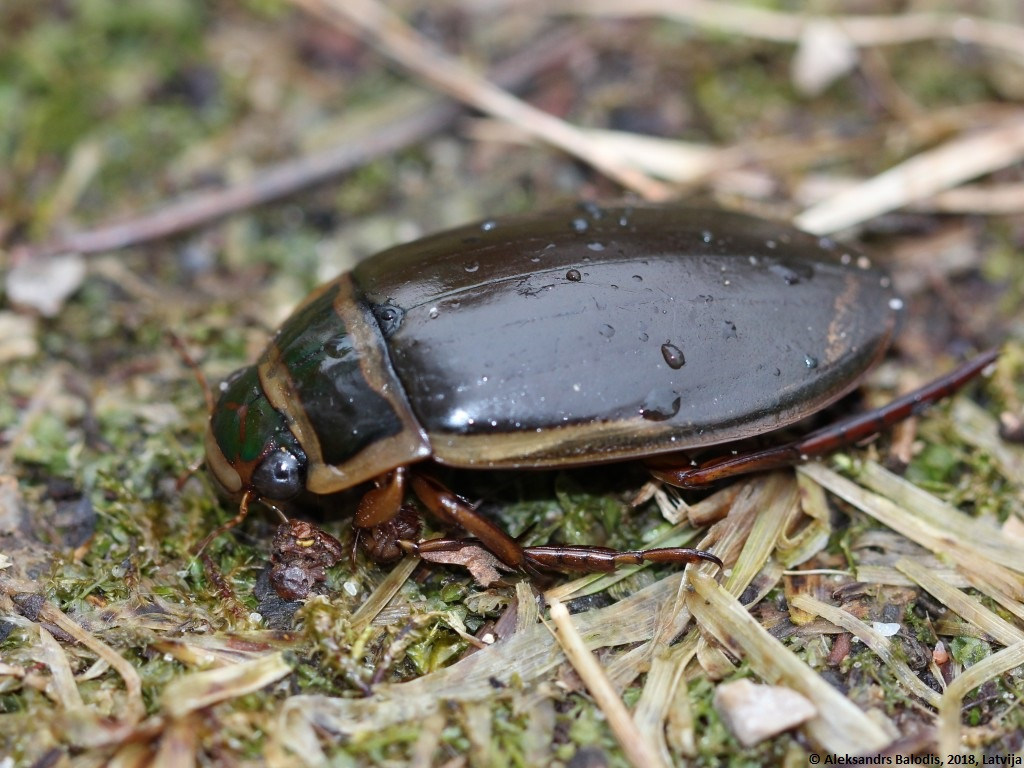

Палеарктичний вид. Ареал — Європа, Кавказ, Передня та Середня Азія, Близький Схід. Мешкає у стоячих та слабопроточних водоймах на відкритих просторах та у листяних лісах.

## Опис
Довжина жука 32 — 39 мм. Тіло овальне, витягнуте. Надкрила за серединою слабо розширені, ззаду злегка скошені і слабо закруглені; зеленувато-чорні. Є маленька нечітка незграбна пляма на лобі, широка облямівка на боках переднеспинки, вузька облямівка на передньому краї переднеспинки і зовсім вузенька на задньому краї, широка облямівка на боках надкрил, що звужується дозаду — всі червонувато-жовтого кольору. Низ грудей червонувато-жовтий. Середина і краї задньогрудей, задні тазики і черевні стерніти, крім одного, чорнувато-бурі. Переднеспинка набагато ширша за свою довжину, але все ж у самців досить довга. Відросток передньогрудей між передніми тазиками широкий, досить опуклий, на кінці слабо розширений, з різким кантиком і довго гострий. Бічні крила задньогрудей дуже вузькі. Відростки задніх тазиків на самому кінці вузько закруглені, відрізок їх від перехоплення до кінця явно довше за свою ширину.
Статі трохи відрізняються. У самця верх і низ блискучі. Точки надкрил дуже рідкісні і мізерній в передній половині, в задній помітно більші і густіші, з великими точками тільки біля вершини. Переднеспинка з гострими задніми кутами. Анальний стерніт на кінці зі слабкою виїмкою, з боків її з декількома великими точками. У самиць верх мало блискучий. Точковість надкрил вдвічі сильніша і густіша, ніж у самця, на основі і позаду середини з дрібною сіточкою, петлі її до кінця надкрил стають ширшими. Спинні борозенки короткі, лише трохи заходять за середину довжини надкрил, внутрішні трохи коротше, дно у всіх червоне. Переднеспинка з менш гострими задніми кутами. Анальний стерніт на кінці покрівлеподібно піднятий і вирізаний, з боків з зморшками та великими точками. Рідше зустрічається форма самиць без борозенок на надкрилах (ab. mutinensis).